# Tseng Jing-hua
Tseng Jing-hua (chinês simplificado: 曾敬骅; chinês tradicional: 曾敬驊; pinyin: Zēng Jìng-Huá; Pe̍h-ōe-jī: Chan Kèng-hôa; nascido em 30 de dezembro de 1997) é um ator taiwanês de Yilan. Ele é mais conhecido por interpretar o personagem Birdy no filme Your Name Engraved Herein de 2020, o filme LGBT de maior bilheteria de Taiwan. Ele também apareceu como Wei Chung-ting no terror sobrenatural Detention, pelo qual recebeu uma indicação de Melhor Ator Revelação no 56º Golden Horse Awards.

## Educação
No ensino médio, Tseng foi incentivado por seus pais a tocar saxofone como membro da banda de sua escola e inicialmente pretendia seguir carreira na natação, mas acabou optando por estudar cinema. Ele escolheu cursar a faculdade na Universidade I-Shou, onde se formou como bacharel pelo Departamento de Cinema e Televisão.

## Filmografia

### Cinema
| Ano  | Título                    | Personagem                                            | Notas |
| ---- | ------------------------- | ----------------------------------------------------- | ----- |
| 2019 | Detention                 | Wei Chung-ting. Também romanizado como Wei Chong-ting |       |
| 2020 | Your Name Engraved Herein | Birdy Wang / Wang Po-te (jovem)                       |       |
| 2021 | Me                        | Yan Wei-li                                            |       |
| 2023 | Eye of the Storm          | Ang Tai-he                                            |       |
| 2023 | Hello Ghost               | Hsu Chen-wei / A-wei                                  |       |

### Séries de televisão
| Ano       | Título                    | Personagem                                    | Notas        |
| --------- | ------------------------- | --------------------------------------------- | ------------ |
| 2018      | PTS Innovative Story-狗罩 | Guarda-costas do Governo, Pessoal do Gabinete | Cameo        |
| 2020-2024 | The Victims' Game         | Fang Yi-jen (jovem）                          | Cameo        |
| 2020      | Workers                   | Jun Jie                                       |              |
| 2021      | Danger Zone               | Lu Qi / "Watchman"                            |              |
| 2021-2022 | Light the Night           | Wu Shao-chiang (jovem)                        |              |
| 2023      | Oh No! Here Comes Trouble | Pu Yi-yong                                    |              |
| 2023      | At the Moment             | Wang Ko-chieh                                 | Ep. 1, 8, 10 |
| 2025      | I Am Married...But!       | Liu Wen-jie                                   |              |

### Curta-metragens
| Ano  | Título                                              | Personagem     | Notas            |
| ---- | --------------------------------------------------- | -------------- | ---------------- |
| 2017 | Director′s Cut - Romance Drama Short Film - Destiny | Jian Zi-jue    | Vídeo no YouTube |
| 2017 | Gum Ghost                                           | Meng-ze        | Vídeo no YouTube |
| 2018 | Dominate                                            | Lin Shang-hsiu | Vídeo no YouTube |

### Aparições em videoclipes
- 2020: Crowd Lu - "Your Name Engraved Herein"
- 2020: Yo Lee - "One Who Will (Find Me)"
- 2022: A-Lin - "Best Friend"
- 2024: Terence Lam - "Nocturne"
- 2024: The Chairs - "Survivor"
- 2025: Young Posse - "Cold"

## Prêmios e indicações
| Ano  | Associações              | Categoria                                   | Nomeações                 | Resultado |
| ---- | ------------------------ | ------------------------------------------- | ------------------------- | --------- |
| 2019 | 57th Golden Horse Awards | Melhor Artista Revelação                    | Detention                 | Indicado  |
| 2020 | 22nd Taipei Film Awards  | Melhor Ator Masculino                       | Detention                 | Indicado  |
| 2024 | 59th Golden Horse Awards | Melhor Ator Principal em Série de Televisão | Oh No! Here Comes Trouble | Indicado  |